# Alpiner Nor-Am Cup 2020/21
Die Saison 2020/2021 des Alpinen Nor-Am Cups hätte die 44. Ausgabe dieses von der FIS veranstalteten Wettbewerbs sein sollen. Ihre Durchführung war von Anfang an wegen der Auswirkungen der COVID-19-Pandemie in hohem Maße ungewiss. Dafür verantwortlich waren insbesondere das lang anhaltende Verbot von Grenzübertritten zwischen Kanada und den USA. Der erste veröffentlichte Kalender sah nur eine einzige Station vor. So sollten vom 7. bis 16. April 2021 in Aspen elf Rennen der Herren und zehn Rennen der Frauen stattfinden, die aber ebenfalls abgesagt wurden.